# Curimata cisandina
Curimata cisandina es una especie de peces de la familia Curimatidae en el orden de los Characiformes.

## Morfología
Los machos pueden llegar alcanzar los 12,2 cm de longitud total.

## Hábitat
Vive en zonas de clima tropical.

## Distribución geográfica
Se encuentran en Sudamérica: río Branco y  cuenca del río Amazonas en Perú y Brasil.